# Estación de Nanterre-Ville
La estación de Nanterre-Ville es una estación ferroviaria francesa ubicada en el municipio de Nanterre, en el departamento de Hauts-de-Seine en la región Isla de Francia.
Es una estación de la RATP (RATP) de la línea A del RER.

## Historia
En 2016, el uso anual estimado por la RATP es de 3 609 052 viajeros.

## Servicio de viajeros

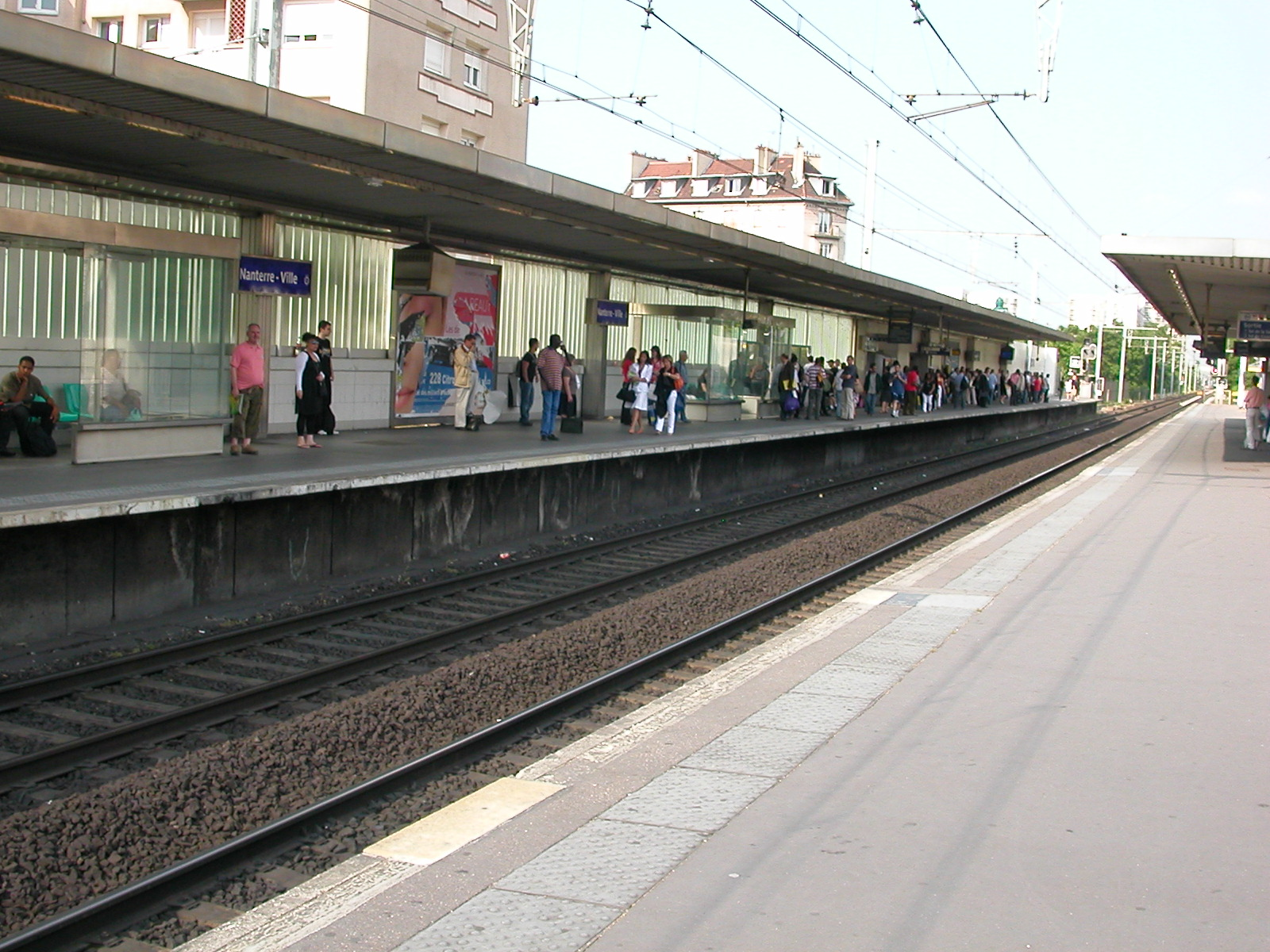
Andenes y vías mirando hacia París.

### Servicios
Por la estación pasan los trenes del ramal A1, a razón de un tren cada 10 minutos en las horas valle, de 6 a 12 trenes en las horas punta, y un tren cada 15 minutos por la noche.

### Intermodalidad
Por la estación pasan las líneas 157, 159, 160, 367 y 378 de la cobertura de autobús RATP y, por la noche, la línea N153 de la cobertura de autobús Noctilien.

## Galería

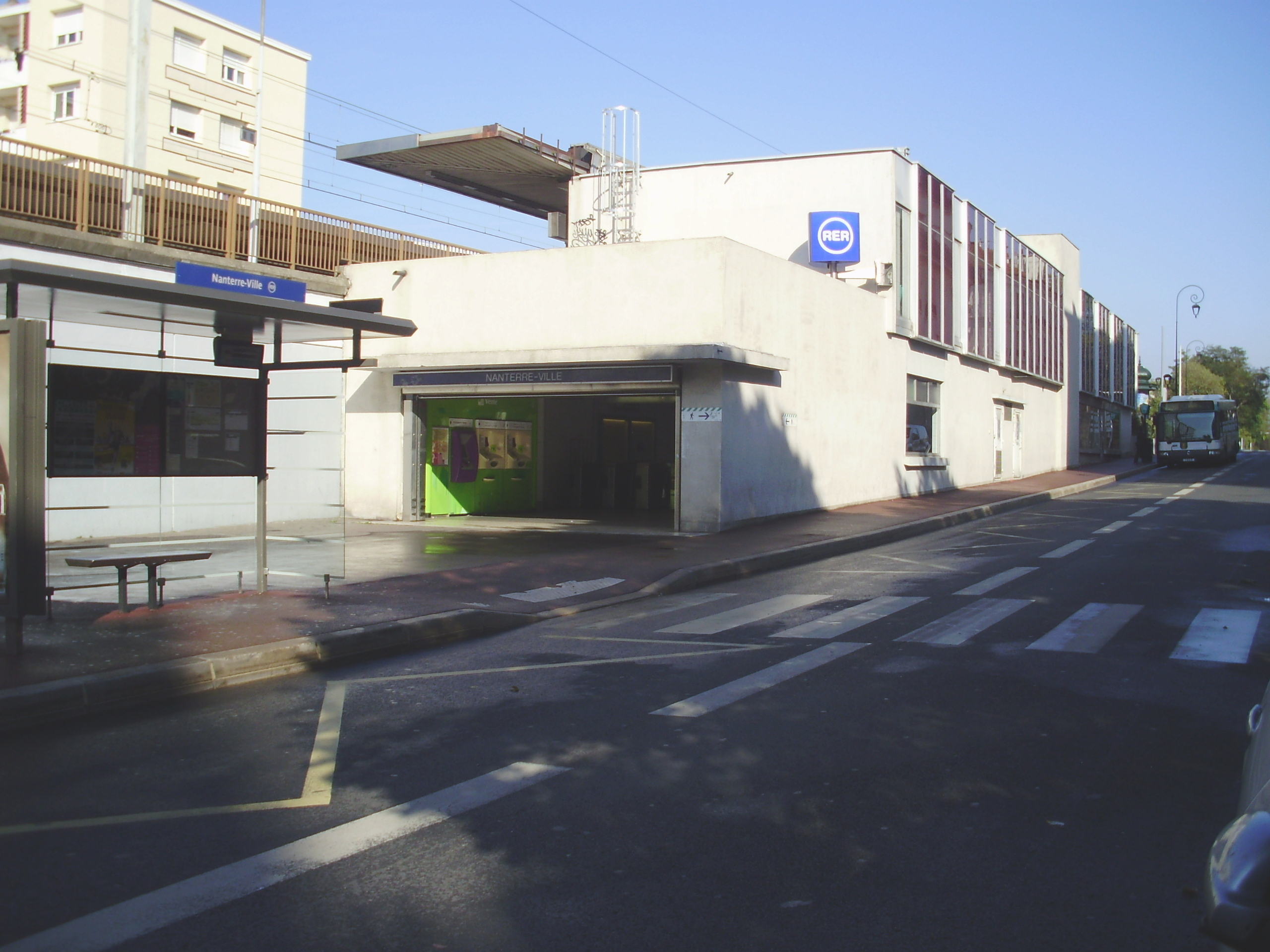
Entrada al sur de las vías, acceso oeste.
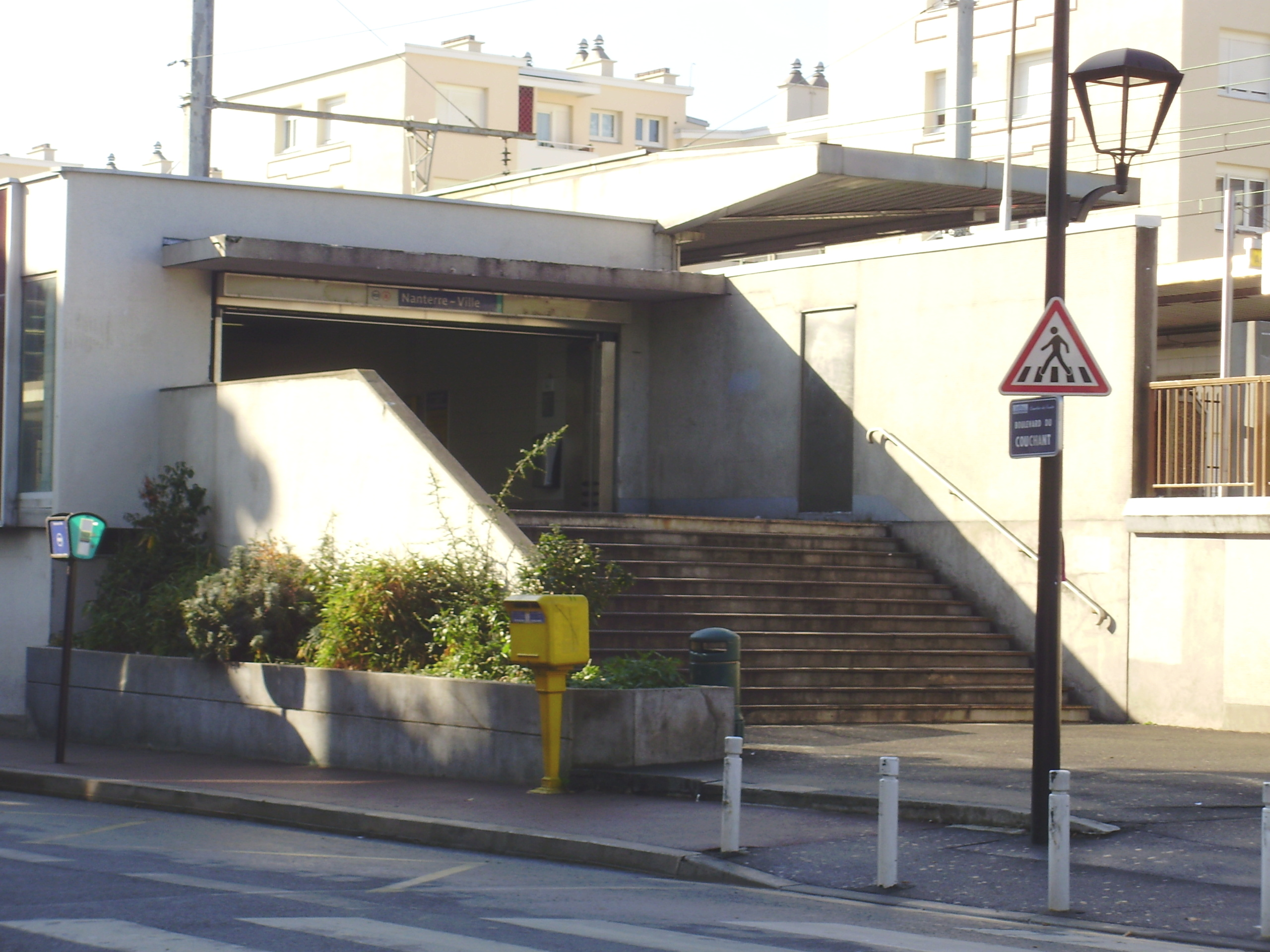
Entrada al sur de las vías, acceso este.
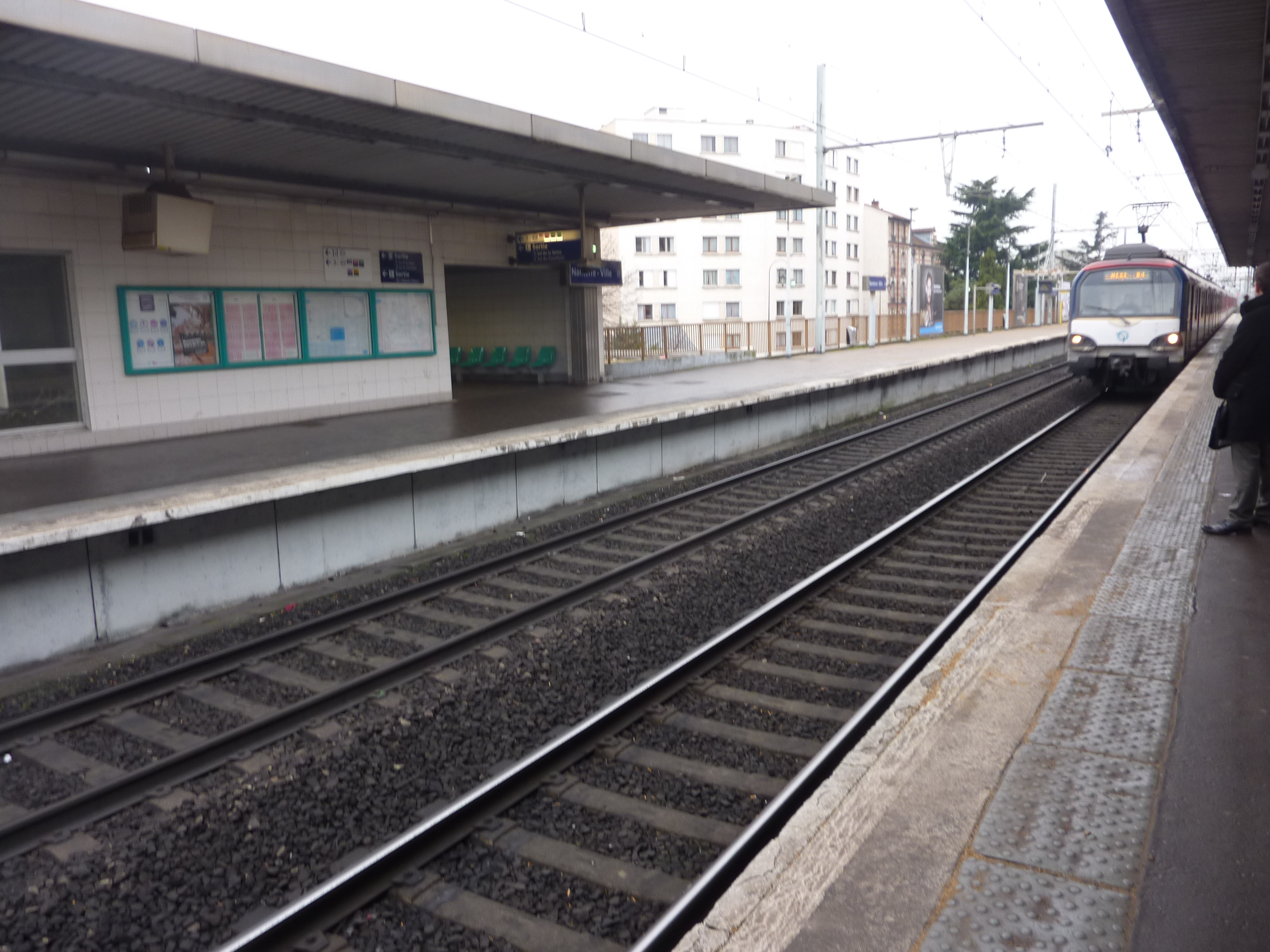
Tren llegando a la estación.